# Lasioptera indica
Lasioptera indica är en tvåvingeart som beskrevs av Rao 1952. Lasioptera indica ingår i släktet Lasioptera och familjen gallmyggor. Inga underarter finns listade i Catalogue of Life.